# Alexander Simmelhack
Alexander Illum Simmelhack (Roskilde, 11 novembre 2005) è un calciatore danese, attaccante del Silkeborg.

## Carriera

### Club
Ha iniziato a giocare a calcio nel settore giovanile del Randers, con cui ha debuttato il 21 febbraio 2022 nell'incontro di Superligaen perso 1-0 contro il Viborg.
Il 16 luglio 2022 ha firmato un contratto triennale con il Copenaghen dove ha disputato una stagione con l'Under-19. Il 30 agosto 2023 è stato ceduto in prestito con diritto di riscatto al Milan dove ha trascorso una stagione con la formazione Primavera. Rientrato in Danimarca, il 21 agosto 2024 è stato acquistato a titolo definitivo dal Silkeborg, altro club della prima divisione danese.

### Nazionale
Ha giocato con le nazionali giovanili danesi Under-17, Under-18, Under-19 ed Under-20.

## Statistiche

### Presenze e reti nei club
Statistiche aggiornate al 24 maggio 2025.
| Stagione        | Squadra         | Campionato      | Campionato | Campionato | Coppe nazionali | Coppe nazionali | Coppe nazionali | Coppe continentali | Coppe continentali | Coppe continentali | Altre coppe | Altre coppe | Altre coppe | Totale | Totale | Totale |
| Stagione        | Squadra         | Comp            | Pres       | Reti       | Comp            | Pres            | Reti            | Comp               | Pres               | Reti               | Comp        | Pres        | Reti        | Pres   | Reti   |        |
| --------------- | --------------- | --------------- | ---------- | ---------- | --------------- | --------------- | --------------- | ------------------ | ------------------ | ------------------ | ----------- | ----------- | ----------- | ------ | ------ | ------ |
| 2021-2022       | Randers         | SL              | 2          | 0          | CD              | 0               | 0               | -                  | -                  | -                  | -           | -           | -           | 2      | 0      |        |
| 2024-2025       | Silkeborg       | SL              | 23         | 5          | CD              | 4               | 1               | -                  | -                  | -                  | -           | -           | -           | 27     | 6      |        |
| Totale carriera | Totale carriera | Totale carriera | 25         | 5          |                 | 4               | 1               |                    | -                  | -                  |             | -           | -           | 29     | 6      |        |